# قبو الفوهرر
قبو الفوهرر أو ملجأ الفوهرر (بالألمانية: Führerbunker) هو المقر الخاص والأخير لأدولف هتلر قائد الرايخ الثالث (والذي كان يلقب بالفوهرر Führer وتعني بالألمانية الزعيم)، وكان هذا الملجأ هو المقر المحصن للمستشارية وقيادة الجيش في الفترة الأخيرة قبل سقوط ألمانيا النازية في شهر مايو عام 1945، ويقع هذا الملجأ بالقرب من مستشارية الرايخ في برلين، وكان هذا جزء من المجمع المحصن الواقع تحت سطح الأرض وشيد على مرحلتين أنجزت في عامي 1936 و1944.
تولى هتلر الإقامة في قبو الفوهرر في 16 يناير عام 1945، وأصبح مركز قيادة النظام النازي حتى الأسبوع الأخير من الحرب العالمية الثانية في أوروبا. ولقد تزوج فيهِ هتلر ايفا براون خلال الأسبوع الأخير من شهر أبريل عام 1945، وفي اليوم 30 من نفس الشهر أقدم هتلر على الانتحار هو وزوجته، وتبعه بعد ذلك بيوم واحد انتحار جوزيف جوبلز خليفة جوبلز هو وزوجته أيضا.
بعد الحرب جرف السوفيت كل من مبنى المستشارية القديم والجديد. على الرغم من تعدد محاولات الهدم بقي جزء من المجمع تحت سطح الأرض دون عائق إلى حد كبير حتى عام 1988-1989. خلال هذه الفترة أعيد بناء هذه المنطقة من برلين، وكانت هناك أجزاء من مبنى المجمع المحصن القديم باقية حتى أزيلت بعد ذلك. بقي الموقع بلا إشارة أو حراسة حتى عام 2006، عندما ثبتت لوحة صغيرة مع المخطط لهذا المبنى. ولا تزال بعض أروقة القبو موجودة، ولكنها مغلقة وغير مسموح للجمهور بزيارتها.

## معرض صور

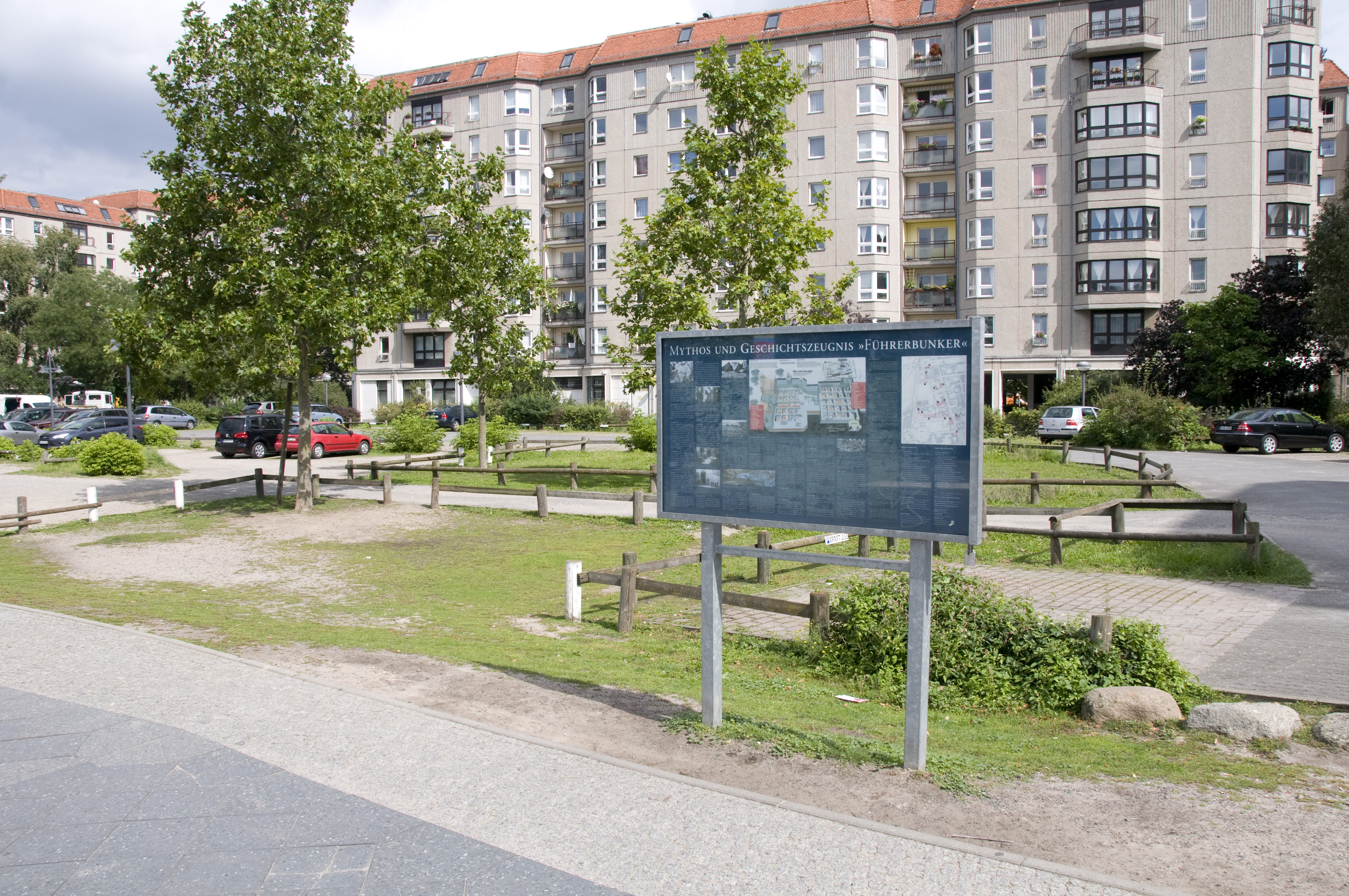
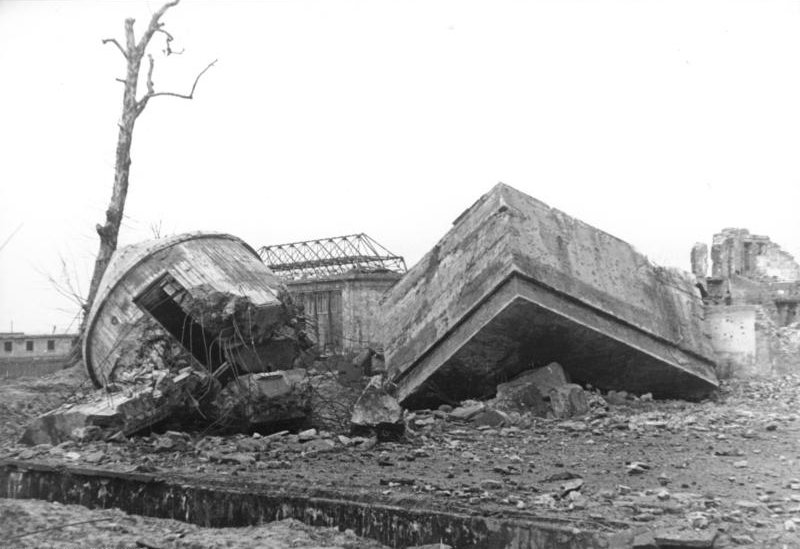
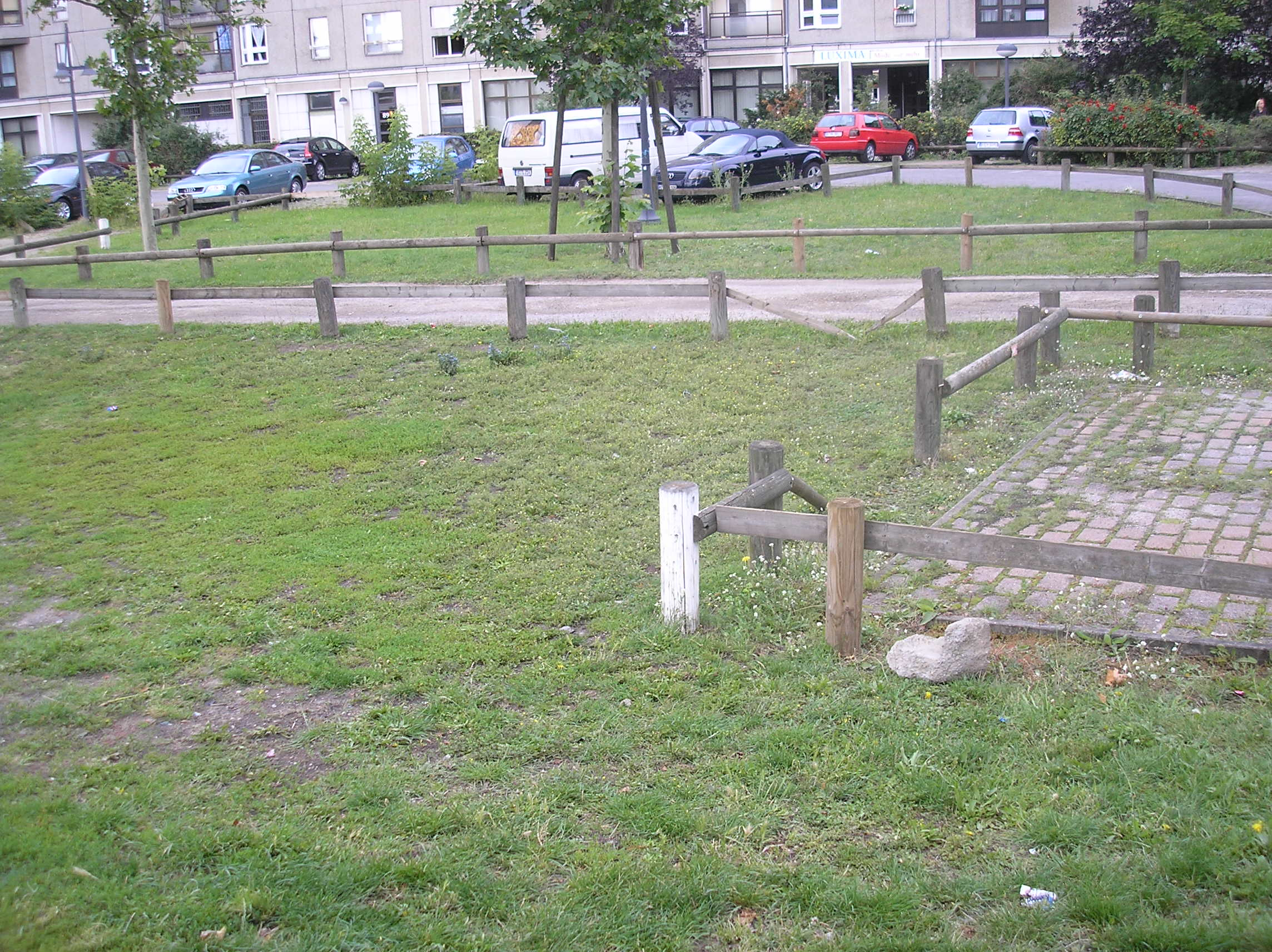

## أعلام
- أدولف هتلر
- بلوندي
- إيفا براون

## وصلات خارجية
- عرض جرافيكي ثلاثي الأبعاد للمقر